# Torrent del Sot del Calbó

El Torrent del Sot del Calbó, respecte del terme de Granera

El torrent del Sot del Calbó és un torrent del terme municipal de Granera, al Moianès.
Està situat a prop de l'extrem oriental del terme, just a llevant de la carena que acull les masies del Calbó i el Carner. Es forma al sud-est del Carner, just al sud-oest del Cau del Notari, per la unió dels torrents de les Gavinetes i de les Sorreres, des d'on s'adreça cap al nord de forma paral·lela a ponent del termenal entre Granera i Castellterçol, a llevant de les masies del Calbó i el Carner. Deixa a l'esquerra l'Horta del Carner, i travessa de sud a nord el Sot del Calbó, que li dona nom. Just passat el Sot del Calbó s'aboca en el torrent de la Cua de la Guilla.